# Smultronställe

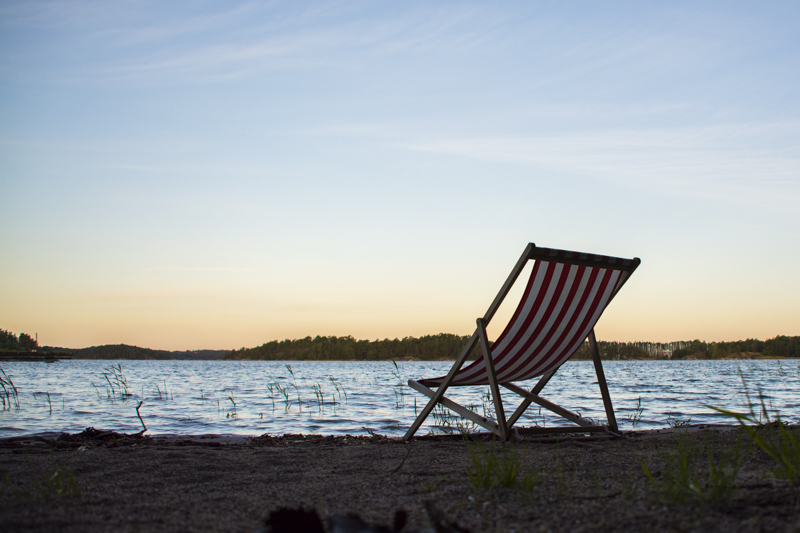
En solstol på stranden i solnedgången. Ett smultronställe enligt fotografen.

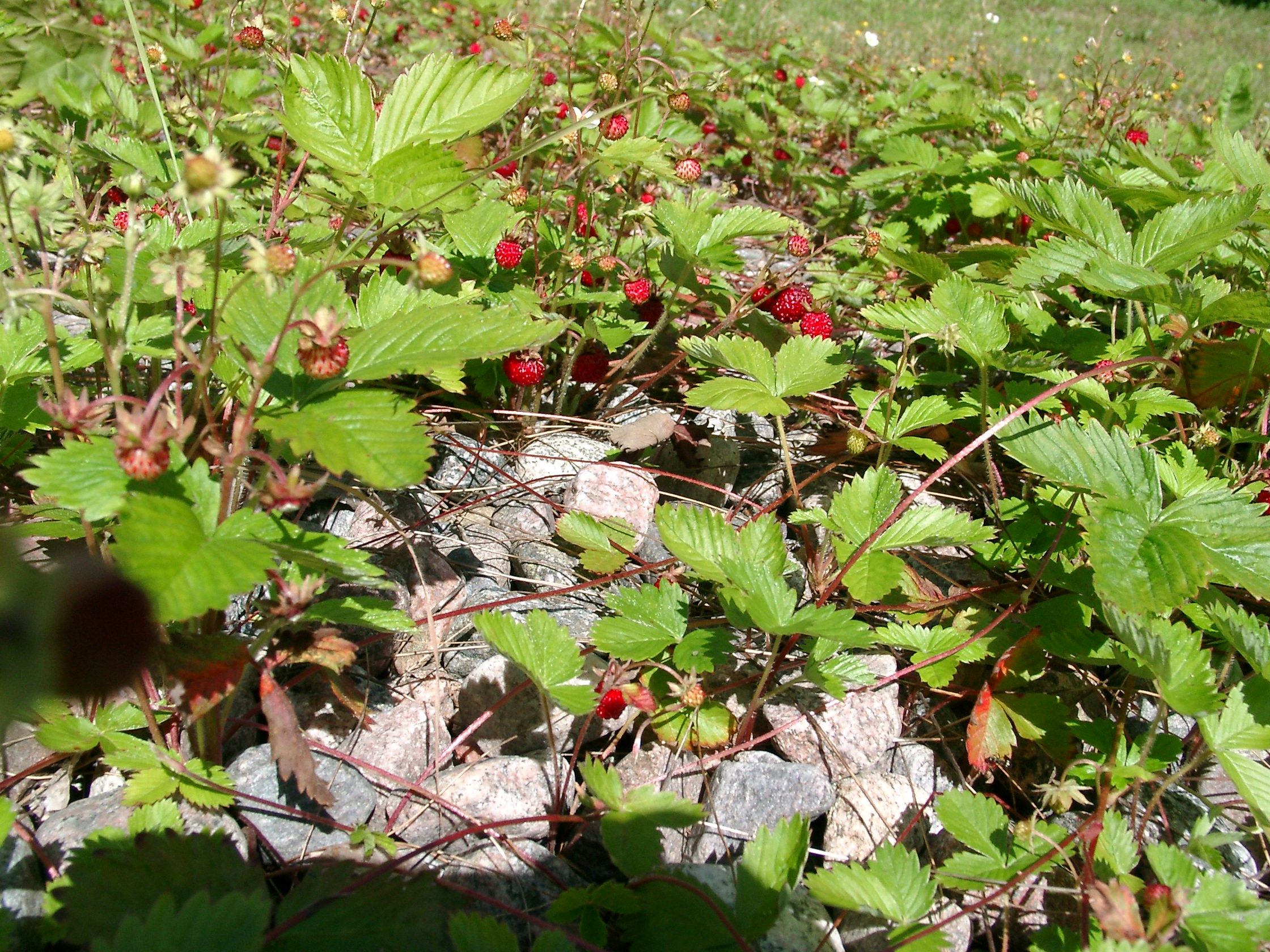
Ett bokstavligt smultronställe.

Smultronställe är ett ord för att beskriva en plats eller ibland en tidsperiod där man känner lycka, glädje och särskilt trivsel. Det kan exempelvis vara en stuga vid sjön. Smultronställe kan även syfta på en plats där det växer rikligt med smultron. Ordet har använts sedan slutet av 1800-talet och sedan början av 1900-talet för den förstnämnda betydelsen.

## I populärkulturen
I filmen Smultronstället av Ingmar Bergman blickar en man tillbaka på sin ungdom.